# 中国驻塞尔维亚大使列表
本列表为中華人民共和國驻南斯拉夫和塞尔维亚历任大使名录。

## 历任中国驻塞尔维亚大使

### 中华人民共和国驻南斯拉夫大使（1955年－1992年）
1955年1月2日，中华人民共和国与南斯拉夫建交。1958年因南共盟七大发表《南斯拉夫共产主义者联盟纲领》，中国与南斯拉夫间关系恶化，双方互撤大使，以临时代办主持大使馆馆务。1970年，两国恢复互派大使。1992年，南斯拉夫解体，塞尔维亚和黑山重组成南斯拉夫联盟共和国。
| 姓名   | 任命           | 任命           | 到任           | 递交国书       | 免职           | 免职           | 离任          | 外交衔级 | 外交职务     | 备注             |
| 姓名   | 全国人大常委会 | 主席           | 到任           | 递交国书       | 全国人大常委会 | 主席           | 离任          | 外交衔级 | 外交职务     | 备注             |
| ------ | -------------- | -------------- | -------------- | -------------- | -------------- | -------------- | ------------- | -------- | ------------ | ---------------- |
| 周秋野 | 不適用         | 不適用         | 1955年4月      | 不適用         | 不適用         | 不適用         | 1955年5月24日 | 参赞     | 临时代办     | 筹备开馆         |
| 伍修权 | 1955年2月8日   | 1955年3月1日   | 1955年5月24日  | 1955年5月26日  | 1958年9月4日   | 1958年9月11日  | 1958年5月     | 大使     | 特命全权大使 |                  |
| 周秋野 | 不適用         | 不適用         | 1958年5月      | 不適用         | 1961年4月22日  | 1961年4月22日  | 1961年5月10日 | 参赞     | 临时代办     |                  |
| 周敏   | 1961年4月22日  | 1961年4月22日  | 不適用         | 不適用         | 1964年6月5日   | 1964年6月5日   | 不適用        | 参赞     | 临时代办     |                  |
| 康矛召 | 不適用         | 不適用         | 1964年         | 不適用         | 不適用         | 不適用         | 1967年        | 参赞     | 临时代办     |                  |
| 于立暄 | 不適用         | 不適用         | 1967年         | 不適用         | 不適用         | 不適用         | 1970年        | 二等秘书 | 临时代办     |                  |
| 曾涛   | 不適用         | 不適用         | 1970年8月17日  | 1970年8月26日  | 不適用         | 不適用         | 1973年4月16日 | 大使     | 特命全权大使 |                  |
| 张海峰 | 不適用         | 不適用         | 1973年8月24日  | 1973年9月5日   | 1978年5月24日  | 不適用         | 1978年4月8日  | 大使     | 特命全权大使 |                  |
| 周秋野 | 1978年5月24日  | 不適用         | 1978年7月      | 1978年7月14日  | 1981年3月6日   | 不適用         | 1981年1月     | 大使     | 特命全权大使 |                  |
| 彭光伟 | 1981年3月6日   | 不適用         | 1981年5月      | 1981年5月27日  | 1983年9月2日   | 1984年4月4日   | 1983年11月    | 大使     | 特命全权大使 |                  |
| 谢黎   | 1983年9月2日   | 1984年4月4日   | 1983年12月14日 | 1983年12月19日 | 1986年6月25日  | 1986年11月30日 | 1986年11月    | 大使     | 特命全权大使 |                  |
| 田曾佩 | 1986年6月25日  | 1986年11月30日 | 1986年11月     | 1986年11月19日 | 1988年1月21日  | 1988年4月22日  | 1988年4月     | 大使     | 特命全权大使 |                  |
| 马叙生 | 1988年1月21日  | 1988年4月22日  | 1988年5月      | 1988年5月12日  | 1991年3月2日   | 1991年4月25日  | 1991年3月     | 大使     | 特命全权大使 |                  |
| 张大可 | 1991年3月2日   | 1991年4月25日  | 1991年6月      | 1991年7月19日  | 不適用         | 不適用         | 1992年4月     | 大使     | 特命全权大使 | 转任驻南联盟大使 |

### 中华人民共和国驻南联盟、塞尔维亚和黑山大使（1992年－2006年）
1992年，南斯拉夫社会主义联邦共和国解体。4月27日，塞尔维亚和黑山重新组成南斯拉夫联盟共和国。2003年2月4日，改组为塞尔维亚和黑山。2006年6月3日，黑山独立，塞黑解体。
| 姓名   | 任命           | 任命           | 到任       | 递交国书       | 免职           | 免职           | 离任          | 外交衔级 | 外交职务     | 备注               |
| 姓名   | 全国人大常委会 | 主席           | 到任       | 递交国书       | 全国人大常委会 | 主席           | 离任          | 外交衔级 | 外交职务     | 备注               |
| ------ | -------------- | -------------- | ---------- | -------------- | -------------- | -------------- | ------------- | -------- | ------------ | ------------------ |
| 张大可 | 不適用         | 不適用         | 1992年4月  | 不適用         | 1993年2月22日  | 1993年8月6日   | 1993年7月     | 大使     | 特命全权大使 |                    |
| 朱安康 | 1993年2月22日  | 1993年8月6日   | 1993年9月  | 1993年9月22日  | 1997年12月29日 | 1998年6月23日  | 1998年5月     | 大使     | 特命全权大使 |                    |
| 潘占林 | 1997年12月29日 | 1998年6月23日  | 1998年6月  | 1998年6月8日   | 2000年4月29日  | 2000年12月4日  | 2000年10月    | 大使     | 特命全权大使 |                    |
| 温西贵 | 2000年4月29日  | 2000年12月4日  | 2000年11月 | 2000年12月1日  | 2003年4月26日  | 2003年12月25日 | 2003年11月    | 大使     | 特命全权大使 |                    |
| 李国邦 | 2003年4月26日  | 2003年12月25日 | 2003年12月 | 2003年12月23日 | 不適用         | 不適用         | 2006年6月14日 | 大使     | 特命全权大使 | 转任驻塞尔维亚大使 |

### 中华人民共和国驻塞尔维亚大使（2006年至今）
2006年6月5日，塞尔维亚独立并继承原塞黑国际法主体地位。6月14日，中国驻塞黑大使李国邦转任驻塞尔维亚大使。
| 姓名   | 任命           | 任命           | 到任          | 递交国书      | 免职           | 免职           | 离任           | 外交衔级 | 外交职务     | 备注 |
| 姓名   | 全国人大常委会 | 主席           | 到任          | 递交国书      | 全国人大常委会 | 主席           | 离任           | 外交衔级 | 外交职务     | 备注 |
| ------ | -------------- | -------------- | ------------- | ------------- | -------------- | -------------- | -------------- | -------- | ------------ | ---- |
| 李国邦 | 不適用         | 不適用         | 2006年6月14日 | 不適用        | 2008年2月28日  | 2008年8月19日  | 2008年6月      | 大使     | 特命全权大使 |      |
| 魏敬华 | 2008年2月28日  | 2008年8月19日  | 2008年7月1日  | 2008年8月4日  | 2011年2月25日  | 2011年9月2日   | 2011年8月      | 大使     | 特命全权大使 |      |
| 张万学 | 2011年2月25日  | 2011年9月2日   | 2011年8月17日 | 2011年9月14日 | 2014年2月27日  | 2014年8月27日  | 2014年6月      | 大使     | 特命全权大使 |      |
| 李满长 | 2014年2月27日  | 2014年8月27日  | 2014年7月13日 | 2014年7月22日 | 2018年10月26日 | 2019年2月3日   | 2018年12月31日 | 大使     | 特命全权大使 |      |
| 陈波   | 2018年10月26日 | 2019年2月3日   | 2019年1月27日 | 2019年1月29日 |                | 2023年10月20日 | 2023年8月      | 大使     | 特命全权大使 |      |
| 李明   |                | 2023年10月20日 | 2023年9月30日 | 2023年10月2日 | 现任           |                |                | 大使     | 特命全权大使 |      |